# Попов, Константин Семёнович
Константин Семенович Попов (26 сентября 1906, Грозный, Терская область — 9 февраля 1970) — советский учёный в области виноделия, доктор технических наук с 1969 года.

## Биография
Родился 26 сентября 1906 года в Грозном (теперь Чеченская Республика, РФ) в семье служащего. В 1925 году окончил Донской государственный аграрный университет. Первые пять лет по окончании учёбы работал помощником заведующего шампанским производством в совхозе «Абрау-Дюрсо», где в то время работали известные виноделы Э. А. Ведель, А. М. Фролов-Багреев.
С 1932 по 1936 работал в Институте виноградарства и виноделия «Магарач» заведующим отделом виноделия, затем был назначен директором завода шампанских вин в Инкермане. В 1939 году назначен главным специалистом винодельческого комбината «Массандра». В этот период он руководил в целом двумя заводами шампанских вин в Инкермане и Новом Свете. Работая в «Магараче» был заведующим отделом шампанских вин. В период Великой Отечественной войны назначен техническим директором Грузинского шампанского комбината и работал в Закавказском филиале института «Магарач». С 1944 года — заместитель главного шампаниста Министерства пищевой промышленности СССР А. М. Фролова-Багреева. Участвовал в создании советского производства шампанских вин. В 1949 году перешёл на преподавательскую работу и на протяжении десяти лет вел курс виноделия в Крымском сельскохозяйственном институте, работая по совместительству и институте «Магарач». В 1969 году защитил докторскую диссертацию и был назначен научным консультантом института «Магарач».
За участие в создании и развитии производства шампанских вин награждён орденом «Знак Почета».
Умер 9 февраля 1970 года. Похоронен в Ялте.

## Научная деятельность
Автор более 50 научных работ, посвященных в основном вопросам производства шампанского в СССР. Отдельно:
- Основы производства Советского шампанского и игристых вин. — Москва, 1970.